# Béatrice-von-Wattenwyl-Haus

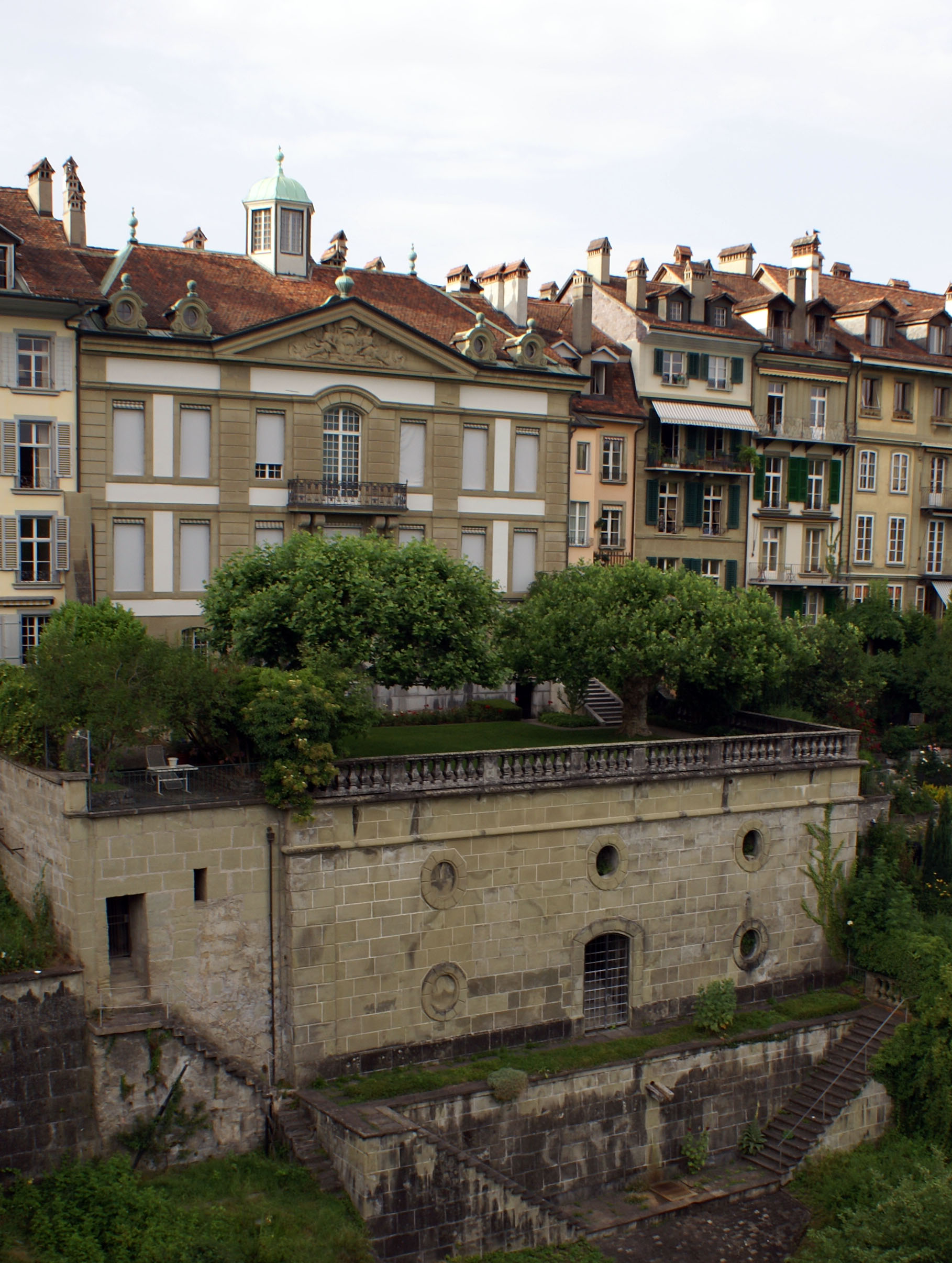
Südfassade des Béatrice-von-Wattenwyl-Hauses in Bern

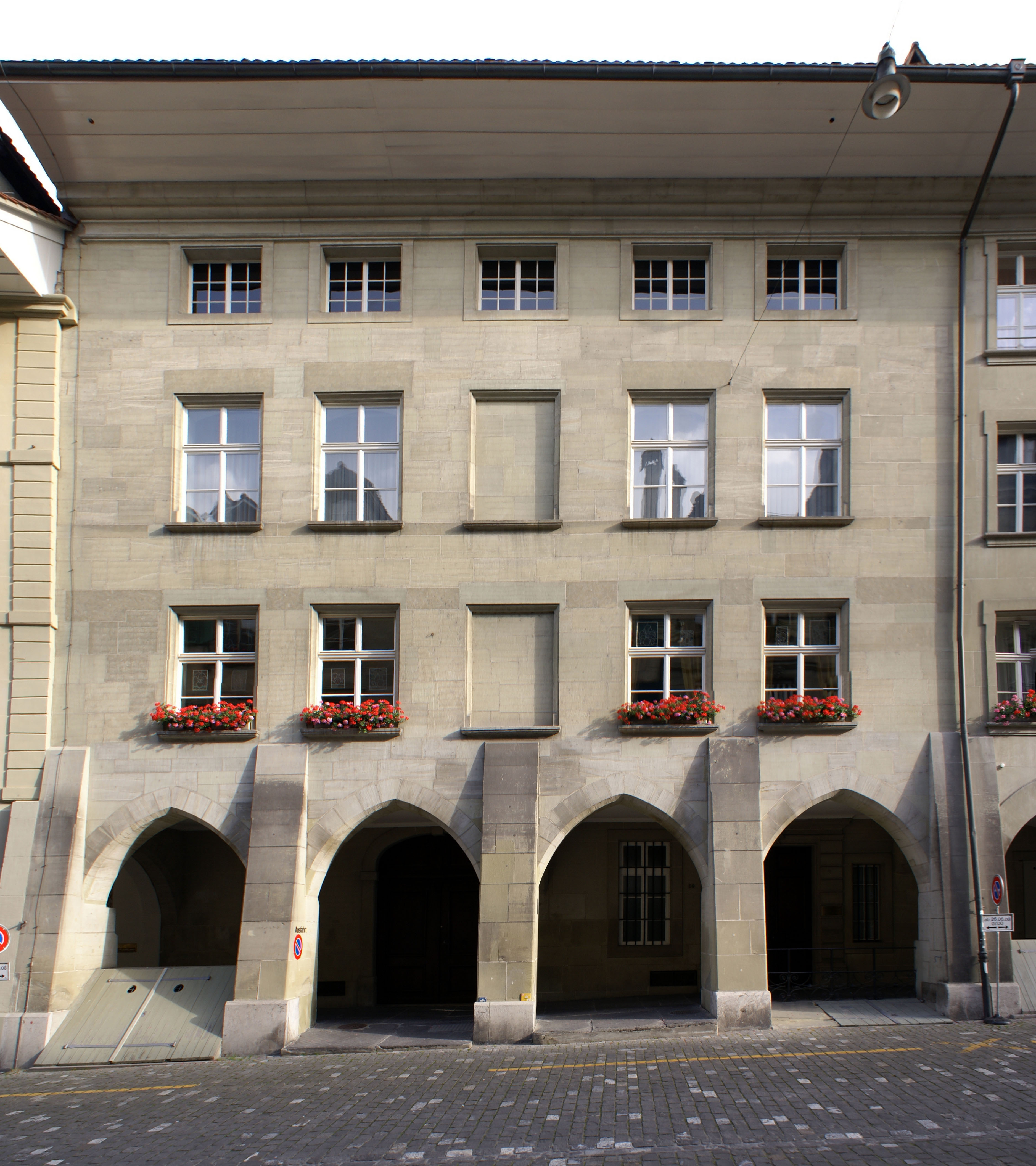
Nordfassade

Das Béatrice-von-Wattenwyl-Haus (ursprünglich Frisching-Haus) ist ein Stadtpalais an der Junkerngasse 57–59 in der Altstadt von Bern.

## Geschichte
Hans Frisching (1486–1559), ehemaliger Söldnerführer einer Reisläufertruppe und später Landvogt und Berner Kleinrat, erwarb 1529 das ehemalige Sässhaus des Klosters Frienisberg, das seither Frisching-Haus hiess. Es war über viele Generationen der Stadtsitz der Patrizierfamilie Frisching.
Von 1705 bis 1706 liess Samuel Frisching dieses gotische Haus nach Plänen von Joseph Abeille um einen südlich vorgelagerten barocken Trakt mit Gartenterrasse erweitern und die Obergeschosse umbauen. Das Frisching-Haus sowie Schloss Rümligen gehörten später seinem Enkel Rudolf Emanuel Frisching (1698–1780), der sich 1727 mit Anna Margaretha von Wattenwyl verheiratete. Mit ihm erlosch der Zweig der Frisching von Rümligen; seine einzige Tochter Margarethe Frisching (1773–1813) heiratete 1746 einen Cousin aus dem Familienzweig von Schloss Wil, Johann Rudolf von Frisching (1761–1838). Nach deren Tod fielen das Stadthaus sowie das Schlossgut Rümligen 1838 an ihre Tochter Alette Sophie Rosine von Frisching und deren Ehegatten Friedrich Ludwig von Wattenwyl. In der nächsten Generation folgte ihr Sohn Ferdinand Karl Friedrich von Wattenwyl (1820–1877). Von seinen vier Töchtern aus zwei Ehen heirateten zwei in die Familie von Tscharner, wodurch Rümligen an diese Familie kam, die Jüngste, Sophia−Béatrice von Wattenwyl (1867–1923), heiratete ihren Cousin Jakob Emanuel („Nello“) von Wattenwyl (1863–1934). Dieser schloss 1929 einen  Schenkungsvertrag mit der Schweizerischen Eidgenossenschaft, nach dem das Frisching-Haus nach seinem Tod 1934 an den Staat überging und seither den Namen seiner Gattin trägt.
Heute wird das Haus für Empfänge des Bundesrates gebraucht; regelmässig finden hier seit 1970 die sogenannten Von-Wattenwyl-Gespräche zwischen dem Bundesrat und den Regierungsparteien SVP, SP, FDP und die Mitte statt. Ausserdem befinden sich zwei Wohnungen und ein Einzelzimmer im Haus, welche ausschliesslich an Magistratspersonen oder allenfalls an Parlamentarier vermietet werden. Im März 2022 wurde bekannt, dass der Bund eine Umnutzung der Wohnungen prüft. In den letzten Jahren waren die Wohnungen oft von Leerstand betroffen. Für die Vermietung zuständig ist das Bundesamt für Bauten und Logistik.
Die von der Münsterplattform aus sichtbare Hauptfassade mit Freitreppe, Balkon, Giebel mit Wappen der Patrizierfamilie Frisching und Dachreiter ist nach Süden gerichtet; die davor liegenden Terrassen und abgestuften Gärten verleihen ihr ein monumentales Gepräge.
Zur Schenkung von 1934 gehörte auch das sogenannte Gespensterhaus gegenüber an der Junkerngasse 54.